# パープルストーム 紫雨風暴
『パープルストーム 紫雨風暴』（原題：紫雨風暴）は、1999年の香港の映画作品。監督はテディ・チャン。第19回香港電影金像奨においては、アクション設計賞（トン・ワイ）撮影賞（アーサー・ウォン）、編集賞（鄺志良）、衣裳賞（ドラ・ン）音響効果賞（曾景祥）の5部門に輝いた。
また第36回金馬奨ではアクション設計賞、撮影賞、音響効果賞、映画音楽賞（ピーター・カム）も受賞している。

## キャスト
※括弧内は日本語吹替
- トッド - ダニエル・ウー（横堀悦夫）
- ソン - カム・コクリョン（斎藤志郎）
- マー・リー - エミール・チョウ（小山力也）
- グン・アイ - ジョシー・ホー（田野恵）
- シャーリー・クワン - ジョアン・チェン（山像かおり）
- O・B - パトリック・タム
- シンディ - テレサ・リー
- マイク - マイケル・トン